# Barnag
Barnag (německy Barnig) je vesnice v Maďarsku v župě Veszprém, spadající pod okres Veszprém. Nachází se asi 18 km jihozápadně od Veszprému. V roce 2015 zde žilo 128 obyvatel. Dle údajů z roku 2011 tvoří 98,5 % obyvatelstva Maďaři, 15 % Němci, 6 % Romové a 6 % Rumuni, přičemž 1,5 % obyvatel se k národnosti nevyjádřilo.
Sousedními vesnicemi jsou Balatonszőlős, Pécsely, Tótvázsony a Vöröstó.